# Алексеј Михајличенко
Алексеј Александрович Михајличенко (укр. Олексій Олександрович Михайличенко; 30. март 1963) бивши је совјетски и украјински фудбалер.

## Каријера
Играо је у млађим категоријама Динама из Кијева, којем се придружио 1973. године. За сениорски тим Динама је наступао од 1981. до 1990. У совјетској лиги одиграо је 137 утакмица и постигао 39 голова, три пута је освојио првенство СССР-а (1985, 1986, 1990), два пута освојио Куп СССР (1985, 1987) и једном Куп победника купова (1986). Године 1990. прелази у италијанску Сампдорију. Са овим клубом је освојио првенство Серије А у сезони 1990-91. Постигао је 3 гола у 24 првенствене утакмице. Од 1991. је постао играч Глазгов Ренџерса, за који је наступао пет година. Са овим клубом је пет пута постао шампион Шкотске и три пута освојио Куп Шкотске. Играо је 110 утакмица у првенству и постигао 20 голова.
Играо је за репрезентације СССР, Заједницу независних држава и Украјину. Са олимпијским тимом СССР-а, учествовао је на завршном турниру Олимпијских игара 1988. у Сеулу, где је са екипом освојио златну медаљу.
За сениорску репрезентацију СССР одиграо је 36 мечева, а за Заједницу независних држава 5 утакмица и за Украјину 2 меча. Постигао је 9 голова у дресу СССР-а. На Европском првенству 1988. у Западној Немачкој био је део репрезентације Совјетског Савеза када су освојили друго место. Постигао је гол против Енглеске у трећој утакмици групне фазе (победа 3:1). Био је учесник Европског првенства 1992. у Шведској, носио је капитенску траку репрезентације на том турниру.
Након завршетка играчке каријере, био је тренер Динама из Кијева и обавља низ спортских функција у клубу.

## Успеси

### Клуб
Динамо Кијев
- Првенство СССР: 1985, 1986, 1990.
- Куп СССР: 1985, 1987, 1990.
- Суперкуп СССР: 1986, 1987.
- Куп победника купова: 1986.

Сампдорија
- Серија А: 1990/91.

Ренџерс
- Премијер лига Шкотске: 1991/92, 1992/93, 1993/94, 1994/95, 1995/96.
- Куп Шкотске: 1991/92.
- Лига куп Шкотске: 1992/93, 1993/94.

### Репрезентација
СССР
- Златна медаља Олимпијске игре 1988. године у Сеулу
- Сребрна медаља Европско првенство 1988. у Западној Немачкој